# Nadsat
Nadsat var en natklub i Hyskenstræde 10 i indre København primært dedikeret til elektronik musik. Nadsat, opkaldt efter det hemmelige sprog, der bruges i A Clockwork Orange, åbnede dørene den 23. juni 2005, på Sankt Hans aften, og holdt sit sidste arrangement den 31. januar 2009.
Fokus for Nadsat var primært den danske undergrundsscene indenfor elektronisk musik, og klubben var da også, sammen med Culture Box, med til at starte "Københavner-bølgen", som blev båret frem af kunstnere som især Trentemøller. I sin levetid nåede Nadsat dog også at få besøg af navne som Alex Smoke, Daso og Peter Grummich.
Før Nadsat åbnede, fandtes der i de samme lokaler spillestedet, baren og videobiografen Il Salotto i de postpunkede/indie-agtige midt-1980'ere. I en periode hed stedet Mocambo. Efter lukningen af Nadsat kom der et spisested på adressen.